# Mário Jardel
Mário Jardel Almeida Ribeiro, född 18 september 1973, är en före detta brasiliansk fotbollsspelare. Han är tillsammans med Thierry Henry och Diego Forlan den enda fotbollsspelaren sedan reglerna för fotbollsutmärkelsen Guldskon gjordes om 1996 som har vunnit priset två gånger. Jardel vann priset säsongerna 1998/99 i FC Porto och 2001/02, då i Sporting Lissabon.

## Genombrott på hemmaplan
Redan under sina tidiga år med Vasco da Gama började Mario Jardel göra sig ett namn i Brasilien, då han snittade precis över 0,5 mål/match. 1995 gick han till Grêmio som han vann Copa Libertadores med 1995, under Luiz Felipe Scolari. Jardel gjorde tolv mål för Grêmio i turneringen, och efter att ha gjort ytterligare 67 mål i ligan på knappt två säsonger gick flyttlasset till Europa och Porto.

## De gyllene åren

### Porto
Inför säsongen 1996/1997 hade Porto värvat Jardel och Zlatko Zahovic från ligakonkurrenten Vitória Guimarães. Under sina tre säsonger tillsammans hade dessa två kanske sina bästa perioder i sina respektive karriärer, Porto vann ligan alla tre åren, och Jardel vann skytteligan alla tre säsongerna med understöd från bland andra Zahovic och Sérgio Conceição på mittfältet. Under sin tredje säsong, 1998/1999, vann Mário Jardel Guldskon som Europas bästa målskytt efter 36 mål på 32 matcher. Sin sista säsong med Porto 1999/2000 gjorde han 38 mål, återigen flest i Europa och åtta mål mer än det årets guldskovinnare Kevin Phillips, som dock vann på grund av att den portugisiska ligan rankas som sämre än Premier League enligt UEFA:s koefficienter. Jardel blev även delad vinnare i skytteligan i Champions League med tio mål, lika många som Raúl och Rivaldo. Porto åkte ut i kvartsfinal. Totalt gjorde Jardel 130 mål på 125 ligamatcher i Porto och hade ett målsnitt på 1,04 mål/match.

### Galatasaray
Till säsongen 2000/2001 lockades Jardel till Turkiet och Galatasaray, som vunnit UEFA-cupen säsongen innan efter att ha besegrat Arsenal i finalen. I sin debut för klubben gjorde Jardel fem mål. Trots fina sportsliga framgångar, han hjälpte bland annat Galatasaray att vinna Europeiska supercupen med båda målen i 2-1-segern mot Real Madrid, vantrivdes han i Turkiet och det blev bara en säsong i Istanbul för brasilianaren.

### Sporting
Efter att ha uttryckt en önskan att återvända till Portugal skrev han under transferfönstrets sista dag för Sporting CP till säsongen 2001-2002, trots att hans gamla klubb Porto visade intresse. Sporting bytte i övergången bort tre spelare till Galatasaray för att få Jardel till sin klubb. Målmässigt blev det hans bästa säsong i karriären då han gjorde hela 42 mål i ligan på 30 matcher, totalt 55 mål på 42 matcher den säsongen och Jardel utsågs som första utländska spelare någonsin till den bästa fotbollsspelaren i Portugal, och vann samtidigt Guldskon för andra gången en säsong då Sporting vann både ligan och cupen.
Hans andra säsong i Sporting innebar skador som höll honom borta från planen stora delar av året och han var i dålig fysisk form, trots att han gjorde 11 mål på de 19 matcher han spelade i ligan.

## Nedåtspiralen
Sommaren 2003 skrev den trettioårige Jardel på för Bolton i Premier League, men han lyckades inte göra några mål i ligan. Redan efter en halv säsong lånade Bolton ut honom till Ancona, men under hans korta tid i Italien blev han mest hånad för sin övervikt. Han hamnade 2004 i Argentina hos Newell's Old Boys, som han bara hann representera tre gånger innan han sökte sig tillbaka till Turkiet och Ankaragücü, men när Jardel kom till flygplatsen i Turkiet hade klubben gjort klart med en annan spelare. Mer oflyt väntade Jardel hos i stort sett varje klubb han skrev på för. Han spelade utan större framgångar för klubbar i Australien, Cypern, Bulgarien och Brasiliens lägre divisioner innan han 38 år gammal slutade helt med fotbollen 2011. En av de få klubbar det gick bra i under slutet på hans karriär var moderklubben Ferroviário, som han gjorde A-lagsdebut för som 36-åring.

## Landslag
Jardel var uttagen till Copa America 2001 och representerade det brasilianska landslaget tio gånger, men fick inte igång målskyttet han hade i sina klubblag under samma period. Det blev bara ett mål i landslagströjan.

## Utmärkelser, urval

### Klubb
Vasco da Gama
- Campeonato Carioca (distriktsmästerskapet i Rio de Janeiro): 1992, 1993, 1994

 Grêmio
- Vinnare av Copa Libertadores 1995
- Campeonato Gaúcho 1995, 1996
- Recopa Sudamericana 1996

- Vinnare av Primeira Liga fyra gånger: 1996/1997, 1997/1998, 1998/1999 med Porto och 2001/2002 med Sporting
- Portugisiska cupen tre gånger: 1998 och 2000 med Porto och 2002 med Sporting CP

- Europeiska supercupen 2000 med Galatasaray

### Individuellt
- Guldskon 1998/1999 och 2001/2002.
- Vinnare av portugisiska skytteligan fem gånger: 1996/1997, 1997/1998, 1998/1999, 1999/2000 samt 2001/2002.
- Delad vinnare av skytteligan i Champions League 1999/2000